# Puig de Terme
El Puig de Terme és una muntanya de 132 metres que es troba entre els municipis de Mont-ras i de Palamós, a la comarca catalana del Baix Empordà.